# Чин, Джимми
Джимми Чин (англ. Jimmy Chin, род. 12 октября 1973) — американский профессиональный альпинист, фотограф National Geographic, режиссёр, обладатель премии Оскар и один из самых продаваемых авторов New York Times. Совместно со своей супругой Элизабет Вассерхели снял «Фри-Соло».
Джимми организовал и вёл многочисленные альпинистские, горнолыжные и поисковые экспедиции в Китае, Пакистане, Непале, Гренландии, Танзании, Чаде, Мали, ЮАР, Борнео, Индии и Аргентине. Его достижения включают схождение и спуск на лыжах с вершины Эвереста, покорение больших стен и альпинистских башен Каракорума в Пакистане и Гарвальских Гималаев в Индии, а также пеший переход через плато Чангтан в северо-западном Тибете.
Его работы освещались во многих публикациях, включая National Geographic, Outside и Men’s Journal. Джимми, сотрудничая с женой Элизабет, срежиссировали документальные фильмы Мэру и Фри-Соло, последний из которых выиграл премию Оскар в номинации «Лучший документальный фильм» на 91-й церемонии награждения.